# Псевдовипадковий шум
В криптографії псевдовипадковий шум (ПВШ) — це сигнал, подібний до шуму, який задовольняє один або більше стандартних перевірок на статистичну випадковість.
Хоча в ньому не видно якогось певного патерну, псевдовипадковий шум складається з детермінованої послідовності імпульсів, які будуть повторюватись з певним періодом.
В криптографічних пристроях патерн псевдовипадкового шуму визначається ключем і період повторювання може бути дуже довгим, навіть мільйони знаків.